# Hauck Aufhäuser Lampe Privatbank
Die Hauck Aufhäuser Lampe Privatbank AG (kurz HAL) ist eine deutsche Privatbank mit Sitz in Frankfurt am Main. Daneben unterhält sie Standorte in Berlin, Bielefeld, Bonn, Düsseldorf, Hamburg, Köln, München, Münster, Osnabrück, Stuttgart sowie Dublin, London, Luxemburg, Nanjing, Paris, Shanghai und Zürich.
Die Bank ist insbesondere im Bereich Corporate, Private und Investment Banking tätig. Dabei stehen die Beratung und die Verwaltung von Vermögen privater und unternehmerischer Kunden, das Asset Management für institutionelle Investoren, Fondsdienstleistungen in Deutschland, Luxemburg und Irland sowie die Zusammenarbeit mit unabhängigen Vermögensverwaltern im Zentrum der Geschäftstätigkeit.
Das Kreditinstitut Hauck Aufhäuser ist 1998 aus der Fusion von Georg Hauck & Sohn Bankiers in Frankfurt am Main und Bankhaus H. Aufhäuser in München entstanden. 2016 wurde es vom chinesischen Mischkonzern Fosun übernommen und im März 2020 mit dem Bankhaus Lampe KG von der Oetker-Gruppe zur Hauck Aufhäuser Lampe Privatbank AG fusioniert. Im Mai 2024 gab die niederländische ABN Amro den Abschluss eines Kaufvertrages über alle Anteile der Bank bekannt, in dessen Zuge sie ab 2025 gemeinsam mit deren Bethmann Bank als Bethmann HAL firmiert.

## Geschichte

### Bankhaus Georg Hauck & Sohn

#### Entwicklung seit der Gründung 1796
Am 1. Januar 1796 wurde Friedrich Michael Hauck (1769–1839) neuer Teilhaber des seit 1753 bestehenden Geschäfts Gebhard & Platz in Frankfurt am Main. Gebhard & Hauck, wie das Geschäft nun hieß, betrieb Wechsel-, Commissions- und Speditionsgeschäfte. Bankgeschäfte betrieben Gebhard & Hauck – wie viele Handelshäuser der damaligen Zeit – zumindest zu Anfang wohl nur nebenbei. Allerdings ist bekannt, dass bereits im Jahr 1800 Gebhard & Hauck dem Oberrheinischen Kreis ein Darlehen von 100.000 Gulden zu einem Zinssatz von 4,5 Prozent gewährte. Friedrich Michael Hauck gehörte von 1815 bis 1825 der Ständigen Bürgerrepräsentation und von 1817 bis 1819 dem Gesetzgebenden Körper der Freien Stadt Frankfurt an. 1821 bis 1829 leitete er als Senior die Geschäfte der Frankfurter Handelskammer. In dieser Zeit erwarb er sich Verdienste um die Frankfurter Handelspolitik, beispielsweise um die Gründung des mitteldeutschen Handelsvereins 1828.
1839 übernahmen Georg Heinrich (1812–1884) und Ferdinand Hauck (1813–1888) nach dem Tod ihres Vaters Friedrich Michael (dessen Kompagnon Peter Gebhard war bereits 1814 verstorben) Gebhard & Hauck, gingen aber 1861 getrennte Wege. Die beiden Hauck-Brüder gründeten die Bankhäuser Georg Hauck & Sohn sowie Ferdinand Hauck. Letztere Bank war eine Zeit lang ebenfalls recht erfolgreich, wurde aber schließlich 1926 liquidiert und auf Georg Hauck & Sohn übertragen. Das Bankhaus Georg Hauck & Sohn beteiligte sich an der Gründung und Entwicklung zahlreicher Unternehmen im Rhein-Main-Gebiet, unter anderem der Frankfurter Bank 1854 und der Metallgesellschaft.
1888 brachte das Haus unter der Leitung von Otto Hauck (* 10. April 1863 Frankfurt am Main; † 25. November 1934 ebenda), zusammen mit dem Bankhaus J. J. Weiller Söhne, die Farbwerke Hoechst an die Börse. Wenige Jahre später beteiligte sich das Bankhaus Hauck als Kommanditist an der Brown, Boveri & Cie.
Das Bankhaus Georg Hauck & Sohn überstand auch schwierige Phasen wie den Deutschen Krieg 1866, den Deutsch-Französischen Krieg 1870/71, den Gründerkrach 1873, die Novemberrevolution und die Phase der Hyperinflation nach dem Ersten Weltkrieg wie auch die Weltwirtschaftskrise der späten 20er und frühen 30er Jahre relativ unbeschadet.

#### Nationalsozialismus – Repressionen
Am 31. März 1933 trat Otto Hauck als langjähriger Präsident der Frankfurter Industrie- und Handelskammer mitsamt dem kompletten Präsidium zurück. Im Zusammenhang mit dem nationalsozialistischen Judenboykott vom 1. April 1933 war er als Halbjude angefeindet worden, weil seine Mutter Anna Hauck geb. Reiss (1839–1925) den alteingesessenen jüdischen Familien Reiss und Flersheim entstammte. Nach Otto Haucks Tod 1934 übernahm sein Sohn Alexander Hauck (1893–1946) die Leitung der Bank. Nach den nationalsozialistischen Rassegesetzen galt er als „jüdischer Mischling zweiten Grades“, was zu einer Einschränkung seiner Bürgerrechte führte. Um die Zukunft der Bank abzusichern, erwarb das Bankhaus Hauck 1938 die Mehrheit an dem 1804 gegründeten Bankgeschäft J. Ph. Keßler. Dessen bisheriger Eigentümer Adolf Melber (1894–1972) trat 1939 als Geschäftsführer in das Bankhaus Hauck ein, der nun die Bank nach außen vertrat.

#### Krieg und Wiederaufbau, letzter Hauck scheidet aus
Nach der kompletten Zerstörung des Bankhauses Georg Hauck & Sohn in der Neuen Mainzer Straße 30 bei den Luftangriffen auf Frankfurt am Main im März 1944 wurde es nach dem Krieg wiederaufgebaut. 1946 wurden August Oswalt, Anne Marie Hauck und Michael Hauck (1927–2018) persönlich haftende Gesellschafter. 1950 wurde Georg Hauck & Sohn eine Kommanditgesellschaft (KG), 1980 eine Kommanditgesellschaft auf Aktien (KGaA). Ende 1993 schied Michael Hauck als letzter Vertreter der Familie nach 47 Jahren als persönlich haftender Gesellschafter aus dem Bankhaus aus. Michael Hauck blieb Ehrenvorsitzender des Bankhauses Hauck & Aufhäuser, und Mitglieder der Familie Hauck gehören weiterhin dem Kreis der Aktionäre der Bank an.

### Bankhaus H. Aufhäuser

#### Gründung 1870

Bankhaus H. Aufhäuser in der Löwengrube 20 mit Gründer Heinrich Aufhäuser sowie seinen Söhnen Martin und Siegfried, um 1905

Durch Heinrich Aufhäuser (1842–1917) und Samuel Scharlach wurde am 14. Mai 1870 das Bankhaus Aufhäuser & Scharlach in München gegründet. Bereits in den ersten Jahren von 1870 bis 1876 verfünffachte sich die Bilanzsumme des neuen Bankhauses. Nachdem Heinrich Aufhäuser seinen ehemaligen Partner Scharlach bis 1892 ausbezahlt hatte, firmierte das Institut ab 1894 unter dem Namen Bankhaus H. Aufhäuser. Die Bank erlangte schnell einen guten Ruf und zählte alsbald u. a. Herzog Luitpold in Bayern und die Familie von Thomas Mann sowie Neuberger und Einstein (Alfred Einstein) zu ihren Kunden. Um die Jahrhundertwende wurde aus der zunächst auf das Effektenkommissionsgeschäft spezialisierten Bank ein umsatzstarkes Kreditinstitut. 1913 belief sich die Bilanzsumme von H. Aufhäuser erstmals auf über 10 Millionen Goldmark.

#### S. Bleichröder Kommanditistin und erfolgreiche 1920er Jahre
Eine der seit dem Kaiserreich renommiertesten deutschen Privatbanken und die ehemalige Hausbank des vormaligen Reichskanzlers Otto von Bismarck, das Berliner Bankhaus S. Bleichröder, wurde 1918 Kommanditistin vom Bankhaus H. Aufhäuser – auch ein Kennzeichen des Konzentrationsprozesses bei den Banken seit der Jahrhundertwende. Der offizielle Name lautete nun: H. Aufhäuser Kommandite von S. Bleichröder in Berlin. 1921 kam es durch die Beteiligung Martin Aufhäusers (1875–1944) an S. Bleichröder zu einer Überkreuzbeteiligung zwischen den beiden jüdischen Bankhäusern. Gleichzeitig trat Ernst Kritzler, seit 1917 Teilhaber von S. Bleichröder, dem Bankhaus H. Aufhäuser bei. Die 1920er waren sehr erfolgreiche Jahre für H. Aufhäuser. Martin Aufhäuser saß zudem im Aufsichtsrat der 1924 neu gegründeten Golddiskontbank, die nach der Hyperinflation als Tochtergesellschaft der Reichsbank gegründet wurde, um dem deutschen Außenhandel wieder ein konvertierbares Zahlungsmittel zur Verfügung zu stellen.

#### „Arisierung“

Ankündigung Seilers bezüglich Übernahme des Bankhauses H. Aufhäuser, 1938

Die erfolgreichen Jahre wurden durch die „Machtergreifung“ der Nationalsozialisten unterbrochen. Da die Aufhäusers dem jüdischen Glauben angehörten, war das Bankhaus massiven Repressionen ausgesetzt und es verlor einen Großteil seiner Kunden – durch Zwangsmaßnahmen (Judenboykott etc.), Auswanderung oder Deportation.
Das Bankhaus H. Aufhäuser wurde infolge der sogenannten Reichspogromnacht Anfang November „zwangsarisiert“ und im Dezember 1938 übernahm Friedrich Wilhelm Seiler die Bank; H. Aufhäuser war damit eine der letzten Privatbanken und eine der bedeutendsten, die auf diese Art „arisiert“ wurde. Das Bankhaus änderte seinen Namen in Seiler & Co. und die jüdischen Mitarbeiter mussten entlassen werden. Allerdings muss vermerkt werden, dass Martin Aufhäuser die ersten Verhandlungen mit Friedrich Seiler im Sommer 1938 noch mehr oder weniger freiwillig geführt hatte; Seiler war derjenige, dem die Aufhäusers ihre Bank übergeben wollten. Erst nach der „Reichspogromnacht“ mischten sich die nationalsozialistischen Stellen massiv in die Verhandlungen ein und bestimmten den Weg der „Arisierung“. Das Geschäft wurde ab Ende 1938 hauptsächlich von dem seit den 1920er Jahren im Bankhaus H. Aufhäuser tätigen und engen Vertrauten der Aufhäusers, Josef Bayer (1897–1965), geführt, der selbst mit einer Jüdin verheiratet war, aber aufgrund seiner Kenntnis über die Bank von den nationalsozialistischen Stellen nicht entlassen werden konnte. Dem Bankhaus Aufhäuser/Seiler gelang es, bis 1944 Gewinne zu erzielen, ohne sich in Rüstungsgeschäfte oder Ähnliches zu verstricken. Josef Bayer wie auch der seit 1939 persönlich haftende Gesellschafter Otto Schniewind, der in der geplanten Regierung Goerdeler zeitweise als Finanz- bzw. Wirtschaftsminister vorgesehen war, wurden infolge des Attentats vom 20. Juli 1944 ins Konzentrationslager gebracht beziehungsweise in Lagerhaft genommen, überlebten aber die nationalsozialistische Zeit.

#### Wiederaufbau, Aufhäusers scheiden endgültig aus
Die Brüder Martin und Siegfried Aufhäuser (1877–1949, seit 1921 Partner in der Bank und englischer Staatsbürger) mussten Deutschland mittellos und gedemütigt verlassen und wanderten nach London bzw. über die Niederlande in die USA aus. 1954 wurde das Münchner Institut wieder in Bankhaus H. Aufhäuser umbenannt, und den Nachfahren der Aufhäusers wurde bereits 1953 rückwirkend zum Jahre 1948 eine 40-prozentige Beteiligung am Kommanditkapital angeboten. 1955 veräußerte die Familie Aufhäuser aufgrund der Vorkommnisse während der Zeit des Nationalsozialismus ihre Anteile jedoch vollständig und ist seitdem nicht mehr an der Bank beteiligt; persönliche Beziehungen bestehen aber weiterhin fort. Der Bankier Rudolf Bayer (1926–2021), Sohn von Josef Bayer und Präsident der Bayerischen Börse sowie Generalkonsul in Finnland, wurde Mitinhaber des Bankhauses H. Aufhäuser.

### Ab 1998: Hauck & Aufhäuser
Zum 1. Januar 1998 fusionieren das Frankfurter Bankhaus Georg Hauck & Sohn und das Münchener Bankinstitut H. Aufhäuser zu Hauck & Aufhäuser KGaA. Der Partnerkreis der Bank besteht aus dem Sprecher Michael Bentlage sowie Stephan Rupprecht und Wolfgang Strobel.
Bis August 2016 war Hauck & Aufhäuser eines der wenigen Privatbankhäuser, das eigenständig von persönlich haftenden Gesellschaftern und konzernunabhängig geführt wurde. Zu den Teilhabern gehörten neben Nachkommen der Gründerfamilie auch Hans Joachim Langmann, ehemaliger Vorstandsvorsitzender der Merck KGaA, Frank Asbeck, Vorstandsvorsitzender der SolarWorld AG sowie die Familie Findel-Mast, welche Eigentümerin der Mast-Jägermeister SE ist.
Am 8. Juli 2015 wurde bekannt, dass Hauck & Aufhäuser Verkaufsgespräche mit dem chinesischen Beteiligungskonzern Fosun International führt. Das Angebot von Fosun belief sich nach Medienberichten auf 210 Millionen Euro. Im August 2016 wurde die Übernahme nach über einjähriger Prüfung von der Europäischen Zentralbank (EZB) sowie der Bundesanstalt für Finanzdienstleistungsaufsicht (BaFin) bestätigt. Damit ging zum ersten Mal eine deutsche Bank an einen Mehrheitseigentümer aus China. Bis zum Erwerb durch den chinesischen Mischkonzern Fosun im September 2016 zählten ausschließlich Unternehmerfamilien zu den Anteilseignern. Die Geschäftsleitung von Hauck & Aufhäuser blieb mit Stand Januar 2017 unverändert.
Im Dezember 2016 gab die Privatbank bekannt, das Fondsplattformgeschäft der Sal. Oppenheim in Luxemburg und in diesem Zuge die beiden dort ansässigen Gesellschaften Sal. Oppenheim jr. & Cie. Luxemburg S.A. und Oppenheim Asset Management Services S.à r.l. zu übernehmen. Seit 2018 befindet sich Hauck & Aufhäuser mit Zeedin im Geschäft der digitalen Vermögensverwaltungen.
Im September 2020 gab die Bank die Gründung der Hauck & Aufhäuser Innovative Capital GmbH, einer Investmentgesellschaft für digitale Assets in Deutschland, bekannt. Die dafür notwendige BaFin-Lizenz als registrierte Kapitalverwaltungsgesellschaft (KVG) hat das Unternehmen am 30. September erhalten. Im September 2021 gab das Bankhaus bekannt, sich mit der Bloxxon AG auf den Erwerb der Kapilendo Custodian AG geeinigt zu haben, einen Kryptoverwahrer, der zum 21. September 2021 die BaFin-Erlaubnis zum Erbringen des Kryptoverwahrgeschäfts erhalten hat.
Im April 2021 verlor die Bank einen Prozess vor dem Landgericht München I, den die Städte Landsberg und Füssen gegen sie angestrengt hatten. Spekulative Swap-Verträge dieser Städte wurden im Urteil für nichtig erklärt. Im Mai 2021 legte die Bank Berufung gegen das Urteil ein.

### Seit 2022: Hauck Aufhäuser Lampe
Im März 2020 teilte die Privatbank mit, mit der Oetker-Gruppe eine Einigung zum Erwerb der Bankhaus Lampe KG erzielt zu haben. Nach der Zustimmung der Europäischen Zentralbank und der Bundesanstalt für Finanzdienstleistungsaufsicht sowie weiterer Aufsichtsbehörden konnte die Übernahme von Bankhaus Lampe KG durch Hauck & Aufhäuser Privatbankiers AG zum 1. Oktober 2021 erfolgreich abgeschlossen werden. Aus dem Zusammenschluss von Hauck & Aufhäuser und Bankhaus Lampe ging zum 1. Januar 2022 das umfirmierte Unternehmen Hauck Aufhäuser Lampe Privatbank AG hervor.

### Anteilsbesitz
- FidesKapital Gesellschaft für Kapitalbeteiligungen mbH, München[50]
- Hauck & Aufhäuser Alternative Investment Services S.A., Luxemburg[50]
- Hauck & Aufhäuser Fund Platforms S.A., Luxemburg[50]
- Hauck & Aufhäuser Fund Services S.A., Luxemburg[50]
- Hauck & Aufhäuser Innovative Capital GmbH, Frankfurt am Main[51]
- Hauck & Aufhäuser Pension Trust GmbH, Frankfurt am Main[50]
- Hauck Investment Management (Nanjing) Co., Ltd., Nanjing (China)[50]
- Hauck Investment Management (Shanghai) Co. Ltd., Shanghai (China)[50]
- H&A Global Investment Management GmbH, Frankfurt am Main (Minderheitsbeteiligung)[50]
- Lampe Asset Management GmbH, Düsseldorf[52]

Die Auflistung stellt einen Auszug dar. Die vollständige Auflistung befindet sich im aktuellen Geschäftsbericht.

## Kritik

### Verdacht der Beteiligung an Cum-Ex-ähnlichen Geschäften
Im August 2020 durchsuchten Staatsanwälte, Steuerfahnder und Polizei die Büros von Hauck & Aufhäuser in Frankfurt und München. Bei der dreitägigen Razzia ging es um den Verdacht der Beteiligung der Privatbank an einem Nachfolgemodell von Cum-Ex bis ins Jahr 2016. 2012 machte der Gesetzgeber klassische Cum-Ex-Geschäfte unmöglich. Der Tatverdacht richtete sich gegen mehrere Personen, darunter auch hochrangige Führungskräfte der Bank.
Im März 2023 leitete die Bafin eine Sonderprüfung gegen Hauck Aufhäuser Lampe ein. Die von der Bafin beauftragte Kanzlei Hogan Lovells sollte untersuchen, inwieweit die Privatbank Cum-Ex-ähnliche Geschäfte praktizierte und welche finanziellen Risiken damit einhergingen. Hauck Aufhäuser Lampe legte Beschwerde gegen die Sonderprüfung ein.